# Xyris dardanoi
Xyris dardanoi är en gräsväxtart som beskrevs av Maria das Graças Lapa Wanderley. Xyris dardanoi ingår i släktet Xyris och familjen Xyridaceae. Inga underarter finns listade i Catalogue of Life.